# 1885
1885 (MDCCCLXXXV) var ett normalår som började en torsdag i den gregorianska kalendern och ett normalår som började en tisdag i den julianska kalendern.

## Händelser

### Januari
- 2 januari – Kungliga patentbyrån för registrering av patent och varumärken inrättas i Sverige.
- 17 januari – Brittiska trupper besegrar en stor dervisk armé vid Slaget om Abu Klea i Sudan.
- 18–19 januari – USA skickar soldater till Colón i norra Colombia för att skydda värdesaker som transporteras på Panamajärnvägen.[1]

### Februari

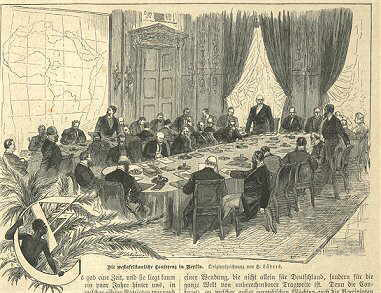
Berlinkonferensen.

- 26 februari – Berlinkonferensen i Tyskland avslutas.
- 27 februari – På stadshotellet i Uppsala, Sverige bildas Svenska Turistföreningen (STF).[2][3]

### Mars
- 4 mars
  - Grover Cleveland efterträder Chester Alan Arthur som USA:s president .
  - Demokraten Thomas A. Hendricks från Indiana blir USA:s nye vicepresident .
- Mars–maj – USA:s soldater i norra Colombia hjälper till med att säkra transporterna i Colón och Panama City där revolutionär aktivitet pågår.[1]

### April
- April
  - Svenska Bryggareföreningen bildas vid ett möte av över 500 svenska bryggare.
  - I Danmark tar Marie Christensen sin första anställning som tjänsteflicka, vilket senare kommer påverka hennes karriär.[4]

### Juli
- 6 juli – Den berömda artikelserien The Maiden Tribute of Modern Babylon väcker skandal och opinion mot barnprostitutionen i Storbritannien.

### September
- 23 september – 50 000 människor hyllar Christina Nilsson utanför Grand Hôtel i Stockholm, när hon sjunger från sin balkong. Panik uppstår och 20 människor omkommer i tumultet.
- 25 september – August Palm grundar tidningen Social-Demokraten i Stockholm.

### November
- 25 november- USA:s vicepresident Thomas A. Hendricks avlider under sin påbörjade ämbetstid  .

### December
- 19 december – Sveriges första kommunala elverk öppnas i Härnösand.[5]
- 19 december – Den del av Roslagsbanan som går (gick) mellan Stockholm och Rimbo invigs av Sveriges kung Oscar II [6].

### Okänt datum
- Bygget av Sway Tower i Sway i Hampshire, England, designat av Andrew Peterson och ansfalt av Portlandcement, slutförs.[7][8]
- En partiell svensk försvarsreform genomförs. Övningstiden ökas från 30 till 42 dagar och Statsverket övertar 30% av kostnaderna för indelningsverket.
- En första riksdagsmotion läggs om behovet av en fästning i norra Sverige, till skydd mot Ryssland, men förslaget faller på att det är för dyrt.
- Tullstriden mellan protektionister och frihandlare börjar på allvar i Sveriges riksdag.
- Kristliga föreningen för unga kvinnor (KFUK) bildar sin första förening i Stockholm.
- Stockholm blir världens telefontätaste stad med 5 000 abonnenter. Staden saknar dock föbindelse utåt.
- Göteborgs renhållningsstyrelse inleder sin verksamhet.
- Många av Sveriges kommuner får ändrade namn i särskiljande syfte genom tillägg av häradsnamn (till exempel Skånings Åsaka) eller genom väderstrecksillägg, exempelvis Västra Tunhem.
- I Danmark startar en debatt om tjänsteflickors arbetsförhållanden.[9]
- Kvinnoorganisationen Kvindelig Fremskridtsforening bildas i Danmark.
- Flickskolekommittén 1885 tillsätts i Sverige.

## Födda

### Första kvartalet

#### Januari
- 4 januari – Anders Olsson, svensk riksdagsledamot och redaktör. (d 1974)
- 5 januari – 
Carl Joachim Hambro, norsk politiker, stortingspresident 1926–1945. (d 1964)
- 9 januari – Bengt Berg, svensk ornitolog, författare och fotograf. (d 1967)
- 13 januari – Birger Wahlström, svensk förlagsman, grundare av B. Wahlströms bokförlag. (d 1961)
- 17 januari – Ludvig Gentzel, svensk skådespelare och sångare. (d 1963)
- 21 januari – Umberto Nobile, italiensk upptäcktsresande. (d 1978)
- 27 januari
  - Frank Fitzgerald, amerikansk republikansk politiker, guvernör i Michigan 1935–1937 och 1939. (d 1939)
  - Jerome Kern, amerikansk populärkompositör. (d 1945)
- 28 januari – Julia Cæsar – svensk skådespelare. (d 1971)

#### Februari
- 7 februari – Sinclair Lewis, amerikansk författare. (d 1951)
- 12 februari – Julius Streicher, tysk nazistisk politiker. (d 1946)
- 18 februari – Henri Laurens, fransk skulptör och grafiker. (d 1954)

#### Mars
- 2 mars – Victor Houteff, religiös förkunnare, författare och grundare av den davidiska sjundedagsadventismen.
- 10 mars – Tamara Karsavina, rysk ballerina. (d 1978)
- 13 mars – Anders Sandrew, svensk produktionschef för Sandrews-koncernen. (d 1957)
- 18 mars – Carl Ericson, svensk skådespelare. (d 1970)
- 22 mars – Ingjald Haaland, norsk skådespelare. (d 1952)

### Andra kvartalet

#### April
- 1 april – Gunhild Robertson, svensk skådespelare. (d 1947)
- 12 april
  - Robert Delaunay, fransk konstnär. (d 1941)
  - Jullan Kindahl, svensk skådespelare. (d 1979)
- 13 april – Georg Lukács, ungersk filosof, författare och kritiker. (d 1971)
- 15 april – Franz Böhme, österrikisk general.
- 28 april – Prudencia Ayala, salvadoransk författare, politiker och feminist.
- 29 april – Egon Erwin Kisch, österrikisk-tjeckoslovakisk författare och journalist.

#### Maj
- 6 maj – Herman Wirth, nederländsk historiker.
- 7 maj – Wilhelm Haquinius, svensk skådespelare, hovklockare och sångare. (d 1958)
- 12 maj – Krishna Chandra Bhattacharya, indisk filosof. (d 1949)
- 22 maj – Giacomo Matteotti, italiensk socialistisk politiker.
- 29 maj – Rolf Carls, tysk sjömilitär, generalamiral 1940. (d 1945)

#### Juni
- 2 juni – Hans Gerhard Creutzfeldt, tysk neuropatolog. (d 1964)
- 9 juni – John Littlewood, brittisk matematiker.
- 25 juni – Hugo Tranberg, svensk skådespelare. (d 1958)

### Tredje kvartalet

#### Juli
- 2 juli – Björn Hodell, svensk teaterchef, manusförfattare och författare. (d 1957)
- 5 juli – André Lhote, fransk konstnär. (d 1962)
- 6 juli
  - Ernst Busch, tysk militär; generalfältmarskalk 1943. (d 1945)
  - Doyle E. Carlton, amerikansk demokratisk politiker, guvernör i Florida 1929–1933.
- 8 juli – Julius Jaenzon, svensk filmfotograf och regissör. (d 1961)
- 9 juli – Richard Lund, svensk skådespelare. (d 1960)
- 11 juli – Roger de La Fresnaye, fransk konstnär. (d 1925)
- 24 juli – Paul von Hase, tysk militär, generalmajor. (d 1944)
- 29 juli – Sigurd Lewerentz, svensk arkitekt. (d 1975)

#### Augusti
- 1 augusti – Georg de Hevesy, ungersk kemist, nobelpristagare 1943. (d 1966)
- 7 augusti – Billie Burke, amerikansk skådespelare och scenstjärna. (d 1970)
- 13 augusti – Carl August Wicander, svensk direktör och industriledare. (d 1952)
- 15 augusti – Edna Ferber, amerikansk journalist, romanförfattare och dramatiker. (d 1968)

#### September
- 4 september – Antonio Bacci, italiensk kardinal.
- 6 september – August Lindberg, svensk fackföreningsledare.
- 12 september – Heinrich Hoffmann, tysk fotograf, arbetade åt Adolf Hitler. (d 1957)
- 14 september – Lili Ziedner, svensk skådespelare. (d 1939)
- 17 september
  - Maja Cederborgh, svensk skådespelare. (d 1972)
  - Georg Grönroos, finländsk skådespelare. (d 1927)
- 22 september – Gunnar Asplund, svensk arkitekt. (d 1947)

### Fjärde kvartalet

#### Oktober
- 5 oktober – Ida Rubinstein, rysk dansös. (d 1960)
- 7 oktober – Niels Bohr, dansk fysiker. (d 18 november 1962)
- 27 oktober – Sam Rydberg, svensk militärmusiker och Sveriges hittills flitigaste kompositör av förbandsmarscher. (d. 1956)
- 28 oktober – Per Albin Hansson, svensk socialdemokratisk politiker, Sveriges statsminister 1932–1936 och 1936–1946.
- 30 oktober – Ezra Pound, amerikansk poet. (d 1972)

#### November
- 9 november – Conny Molin, svensk operasångare. (d 1943)
- 11 november – George S. Patton, amerikansk fyrstjärnig general (d 1945)
- 14 november – Sonia Delaunay-Terk, rysk-fransk konstnär.
- 24 november – Christian Wirth, tysk SS-officer. (d 1944)
- 27 november
  - Ragnar Hyltén-Cavallius, svensk manusförfattare, regissör och skådespelare. (d 1970)
  - Otto Wallén, svensk lantbrukare och politiker (bondeförbundet).
- 30 november – Albert Kesselring, tysk generalfältmarskalk främst inom Luftwaffe. (d 1960)

#### December
- 10 december – Ulf Selmer, norsk skådespelare. (d 1961)
- 23 december
  - Pierre Brissaud, fransk artist.
  - Nils Elffors, svensk inspicient och skådespelare. (d 1925)
- 27 december – James M. Mead, amerikansk demokratisk politiker. (d 1964)
- 30 december – Artur Cederborgh, svensk skådespelare. (d 1961)

## Avlidna

### Första kvartalet

#### Januari
- 3 januari – Ludwig Bohnstedt, 62, tysk arkitekt.
- 4 januari – Abner Coburn, 81, amerikansk politiker, guvernör i Maine 1863–1864.
- 5 januari – Adolf von Auersperg, 63, österrikisk politiker.
- 6 januari – Peter Christen Asbjørnsen, 72, norsk folklorist, forstman och naturforskare.
- 11 januari – Clarina I.H. Nichols, 74, amerikansk journalist och feminist.
- 13 januari – Schuyler Colfax, 61, amerikansk politiker, USA:s vicepresident 1869–1873.
- 15 januari – Antoni Edward Odyniec, 80, polsk författare.
- 22 januari – Charles Godfrey Gunther, 62, amerikansk demokratisk politiker.
- 26 januari – Charles George Gordon, 51, brittisk general, filantrop och nationalhjälte.

#### Februari
- 11 februari – Anselm Baker, engelsk munk och konstnär.
- 12 februari – Alexandre Mouton, 80, amerikansk politiker.
- 14 februari
  - Benjamin Berkeley Hotchkiss, 58, amerikansk vapenkonstruktör.
  - Jules Vallès, 52, fransk journalist och författare.
- 15 februari
  - Flavio Chigi, 74, italiensk kardinal.
  - Leopold Damrosch, 52, tysk-amerikansk musiker.
- 16 februari – Herbert Stewart, 41, brittisk militär.
- 19 februari – Alexander von Schleinitz, 77, preussisk politiker och diplomat.
- 28 februari – Robert M. Patton, 75, amerikansk politiker.

#### Mars
- 24 mars
  - Jonas Janzon, 87, svensk präst, andlig vältalare och riksdagsman.
  - Jacob Thompson, 74, amerikansk politiker.

### Andra kvartalet

#### April
- 26 april – Alice Ayres, 25, engelsk barnsköterska, känd för sitt tappra försök att rädda barnen hon passade vid en brand.
- 30 april – Jens Peter Jacobsen, 38, dansk författare.

#### Maj
- 11 maj – Gilbert Carlton Walker, 51, amerikansk politiker.
- 20 maj – Frederick T. Frelinghuysen, 67, amerikansk republikansk politiker, USA:s utrikesminister 1881–1885.
- 22 maj – Victor Hugo, 83, fransk författare.

#### Juni
- 11 juni – Amédée Courbet, 57, fransk sjömilitär.

### Tredje kvartalet

#### Juli
- 23 juli – Ulysses S. Grant, 63, amerikansk militär och politiker, USA:s president 1869–1877.

#### Augusti
- 14 augusti – Waldo P. Johnson, 67, amerikansk politiker, senator 1861–1862.
- 16 augusti – Julius Converse, 86, amerikansk politiker, guvernör i Vermont 1872–1874.
- 31 augusti – Edgar Cowan, 69, amerikansk republikansk politiker, senator 1861–1867.

#### September
- 5 september – Zuo Zongtang, 73, kinesisk statsman och militär.
- 23 september – Carl Spitzweg, 77, tysk målare och poet.
- September – Eugenia Kisimova, bulgarisk kvinnorättsaktivist.

### Fjärde kvartalet

#### Oktober
- 2 oktober – Adolph Wilhelm Theodor Gøricke, 87, dansk läkare och professor.
- 16 oktober – Hugo Henry Rose, 84, brittisk fältmarskalk.
- 24 oktober – John B. Page, 59, amerikansk republikansk politiker och affärsman, guvernör i Vermont 1867–1869.
- 29 oktober – George B. McClellan, 58, New Jerseys guvernör 1878-1881.

#### November
- 13 november – William Sharon, 64, amerikansk republikansk politiker och affärsman, senator 1875–1881.
- 16 november – Louis Riel, 41, kanadensisk politiker och upprorsledare.
- 21 november – George Catlin Woodruff, 79, amerikansk demokratisk politiker, kongressledamot 1861–1863.

#### December
- 14 december – Sir Arthur Purves Phayre, 73, brittisk koloniadministrator och militär.
- 15 december – Robert Toombs, 75, amerikansk politiker och general.

### Fotnoter
1. 1 2  ”USA:s militära insatser i utlandet 1798-2004”. Arkiverad från originalet den 9 december 2013. https://web.archive.org/web/20131209174005/http://www.history.navy.mil/library/online/forces.htm. Läst 30 januari 2011.
2. ↑  Svenska Turistföreningen Arkiverad 24 september 2015 hämtat från the Wayback Machine.
3. ↑  Sverige 1900-talet – När Sverige tog semester, NE, Bra Böcker, 2000
4. ↑  FOA - 1899
5. ↑  ”Arkiverade kopian” (på svenska). Härnösand energi och miljö. Juni 2016. Arkiverad från originalet den 26 oktober 2021. https://web.archive.org/web/20211026015039/https://www.hemab.se/elnat/omvartelnat/elenshistoriaiharnosand.4.4217f32e1628bc6795e35a8.html. Läst 20 februari 2021.
6. ↑  Vallentuna kommun Arkiverad 21 maj 2013 hämtat från the Wayback Machine.
7. ↑  James, J. (1997). All about Sway Tower. Lymington: Lymington Museum Trust
8. ↑  Trout, Edwin (21 juli 2002). ”Sway Tower: an early example of high-rise concrete construction”. Concrete:  ss. 64–5.
9. ↑  Dansk Kvindehistorie Tidskrifter 1885-1920: Tjenestepigernes stilling